# CPUID
Die CPUID-Kennung ist seit den späteren 486ern Teil der x86-Prozessorarchitektur, ab dem Pentium war sie dann vollständig verfügbar. Die Kennung erlaubt der Software im laufenden Betrieb den Prozessor zu identifizieren, einschließlich des Herstellers und zusätzlicher Funktionseinheiten wie der Multimedia-MMX/SSE-Befehlssatz oder erweiterte Adressierungsmöglichkeiten.

## Abfrage
Die CPUID ist ein spezieller Befehl zum Zugriff auf Maschinenstatusregister. Übergeben wird ein Abfragecode im Register EAX, der Prozessor füllt dann mehrere Vielzweckregister mit den Werten. Der Name CPUID leitet sich von dieser Funktion der CPU IDentification ab.

### Code 0 Hersteller
Als Resultat wird in den drei 32-Bit-Registern EBX, EDX und ECX ein 12-Zeichen langer Herstellername in ASCII abgelegt. Dies ist erheblich länger als typische Schutznamen der Halbleiterhersteller, sodass sich eine Tradition der Auffüllung auf 12 Zeichen herausgebildet hat.
Beispiele:
- "GenuineIntel" – Prozessoren von Intel
- "AuthenticAMD" – Prozessoren von AMD
- "CyrixInstead" – Prozessoren von Cyrix
- "CentaurHauls" – Prozessoren von VIA
- "GenuineTMx86" – Prozessoren von Transmeta
- "SiS SiS SiS " – Prozessoren von SIS
- "UMC UMC UMC " – Prozessoren von UMC

### Code 1 Modellvariante
Als Resultat ergeben sich in einigen Registern die herstellerspezifischen Typnummern der Prozessorfamilie, Prozessorvariante und Überarbeitungsstatus. Die Familie beginnt bei 4 für die 486er-Generation, da der CPUID-Befehl im Verlauf der Produktpflege dieser Prozessorfamilie eingeführt wurde und später ein Schema für zukünftige Prozessoren festgelegt wurde.
in EAX 8…11
- 4: Intel 486-CPUs, AMD 5x86, Cyrix 5x86
- 5: Intel Pentium, AMD K5, AMD K6, Cyrix 6x86/M1, Transmeta Crusoe
- 6: Intel Pentium II, Intel Pentium III, AMD Athlon/K7, VIA C3, Intel Core, Intel Core 2, Intel-CPUs mit Nehalem-Kern
- 7: HP / Intel Itanium
- F: der Wert, der in den Bits der erweiterten Familie (EAX 20…27) kodiert ist, wird addiert:
  - 0Fh: Intel Pentium IV, CPUs mit AMD K8/K9-Mikroarchitektur
  - 10h: CPUs mit AMD K10-Mikroarchitektur, HP / Intel Itanium 2
  - 11h: AMD Turion X2 Ultra (Griffin-Kern)

Der Überarbeitungsstatus (in EAX 0…3) ist modellspezifisch und wird je Prozessorvariante hochgezählt. Dieser Status ist ein einfacher Indikator für das Stepping eines Prozessor, bei dem im Zuge der Modellpflege Produktionsdetails verändert werden. Der volle Wert des EAX-Registers wird oft in Fachpublikationen zur genauen Identifikation einer Prozessorvariante angegeben, dabei kurz selbst CPUID genannt, etwa CPUID 06D8h für Intel Celeron M oder die CPUID 0F48h und 0F4Ah zur Unterscheidung des C0- und CG-Stepping des AMD Athlon 64 (mit deutlich verschiedener Leistungsaufnahme).
Mit der Abfrage unter Code 1 werden in den Registern ECX/EDX die zusätzliche Nutzbarkeit von Funktionseinheiten des Rechenwerks oder des Adresswerks beschrieben. Für diese Bits liegt eine herstellerübergreifende Codierung vor, die von Anwendungsprogrammen und Betriebssystemen genutzt werden kann, um spezialisierte Routinen zu aktivieren.
Beispiele:
- EDX: 0 klassisches FPU-Gleitkomma-Rechenwerk ist vorhanden
- EDX: 6 Adresserweiterung PAE wird verarbeitet
- EDX:23 neueres MMX-Multimedia-Rechenwerk ist vorhanden
- EDX:26 modernes SSE2-Gleitkomma/Multimedia-Rechenwerk ist vorhanden
- ECX: 7 SpeedStep-Erweiterung ist ansprechbar

Viele mathematisch-spezialisierte Anwendungsprogramme fordern ein modernes Gleitkomma-Rechenwerk und brechen ohne dieses ab. In diesen Fällen sollten die Anforderungen des Programs mit den tatsächlich verfügbaren Prozessorflags (in Linux /proc/cpuinfo) überprüft werden. Meist schaut man dabei nach MMX, 3DNow!, SSE, SSE2, PNI (prescott new instructions alias SSE3), SSE4, einer der aktuellen AVX-Varianten oder nach der Befehlssatzerweiterung AES-NI (Advanced Encryption Standard New Instructions), in letztgenanntem Fall zur Beschleunigung der heute sehr verbreiteten AES-Verschlüsselung.

### Weitere Codes
Die Möglichkeit eines 32-Bit-Code als Argument des CPUID-Befehls erlaubt es verschiedenen Prozessorherstellern der x86-Familie ihre eigenen Codes zu definieren, die Details der Hardwarevariante beschreiben. In der Regel liegen diese Abfragecodes im oberen Codebereich.

## CPU Erkennung auf CPUs vor Einführung des CPUID Befehls
Vor der Einführung des CPUID-Befehls wurde ein 286 und später von einem 8088 und 8086 dadurch unterschieden, in dem man das Statusregister mit Nullen füllte und dann die Werte im Statusregister wieder auslas. Beim 8088 und 8086 waren die Bits 12 bis 15 des Statusregisters undefiniert und lieferten immer eine 1 zurück, während hingegen der 286 und spätere Prozessoren aufgrund der Änderung auf Null diese Null behielten und zurückgaben.
Den 386 unterschied man vom 286 auf eine ähnliche Weise, in dem man die Statusregister Bit 12 für Nested Task (NT) und Bit 13 bis 14 für I/O Privilege Level (IOPL) im Real Mode auslas. Der 286 hält diese beiden Registerwerte im Real Mode auf die Werte Null und erlaubt keine Änderung auf Eins, während der 386 dies erlaubt.